# Ypsilothuria bitentaculata
Espèce
Ypsilothuria bitentaculata est une espèce de concombres de mer de la famille des Ypsilothuriidae.

## Description
C'est une petite holothurie sphérique et couverte de plaques imbriquées portant des piquants. Les deux extrémités de son corps sont prolongées par deux extensions dorsales se terminant l'une par la bouche et l'autre par l'anus. Les deux tentacules buccaux sont digitiformes.
C'est une espèce qu'on trouve dans les fonds boueux entre 375 et 3 231 m de profondeur ; elle est possiblement cosmopolite.

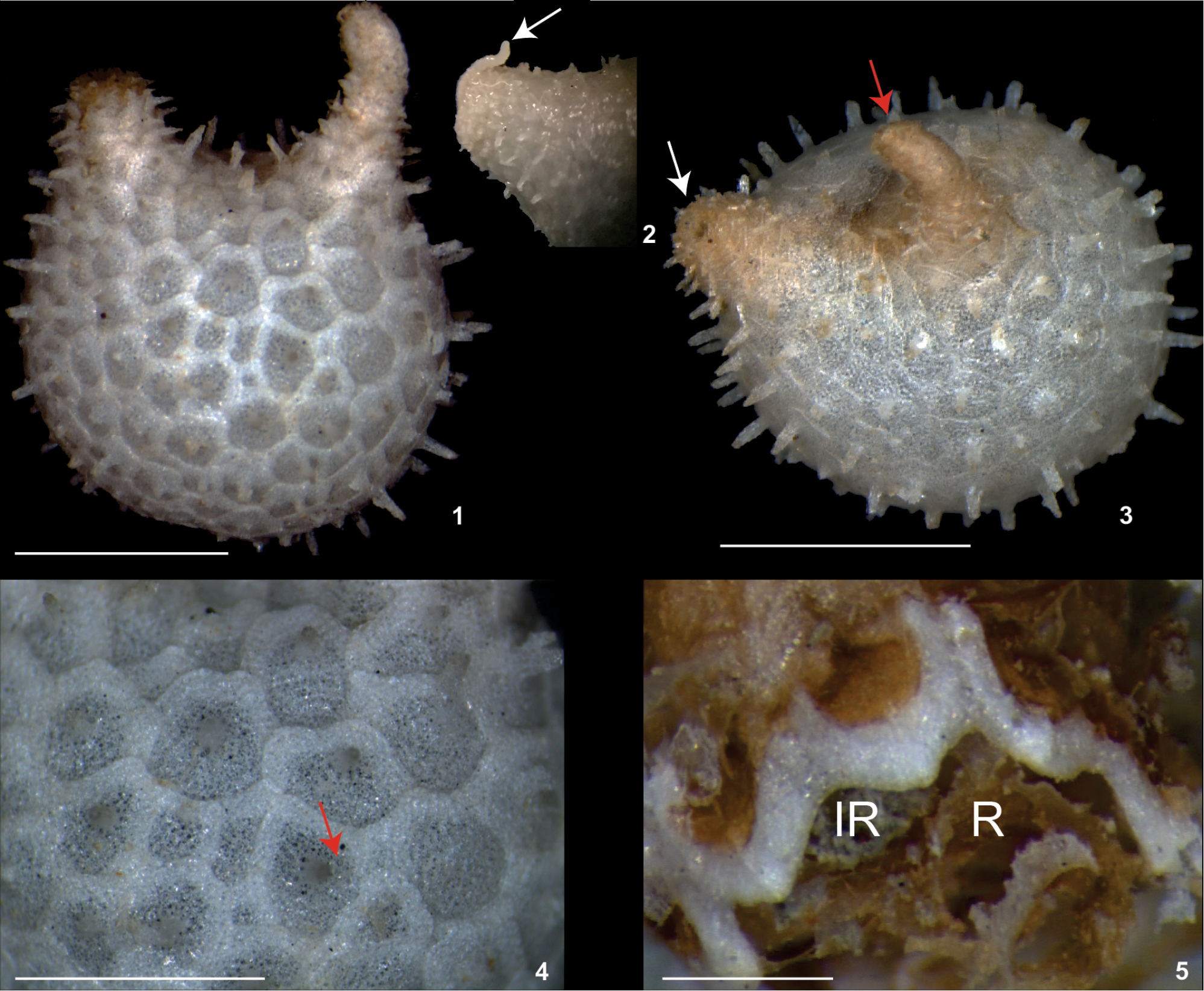
Détails.

## Liste des sous-espèces
Selon World Register of Marine Species (14 mars 2025) :
- Ypsilothuria bitentaculata attenuata E. Perrier, 1886
- Ypsilothuria bitentaculata virginiensis (Heding, 1942)

## Systématique
Le nom valide complet (avec auteur) de ce taxon est Ypsilothuria bitentaculata (Ludwig, 1893).
L'espèce a été initialement classée dans le genre Sphaerothuria sous le protonyme Sphaerothuria bitentaculata Ludwig, 1893.
Ypsilothuria bitentaculata a pour synonymes :
- Ypsilothuria bitentaculata bitentaculata (Ludwig, 1893)
- Sphaerothuria bitentaculata Ludwig, 1893

### Publication originale
- (de) Von Hubert Ludwig, « Vorläufiger Bericht über die erbeuteten Holothurien » in « Reports on the Dredging Operations off the West Coast of Central America to the Galapagos, etc., by the U. S. Fish Commission Steamer "Albatross" », Bulletin of the Museum of Comparative Zoölogy at Harvard College, 1893, vol. 24, n. 4, p. 105-114 (lire en ligne).